# 佐々木和之

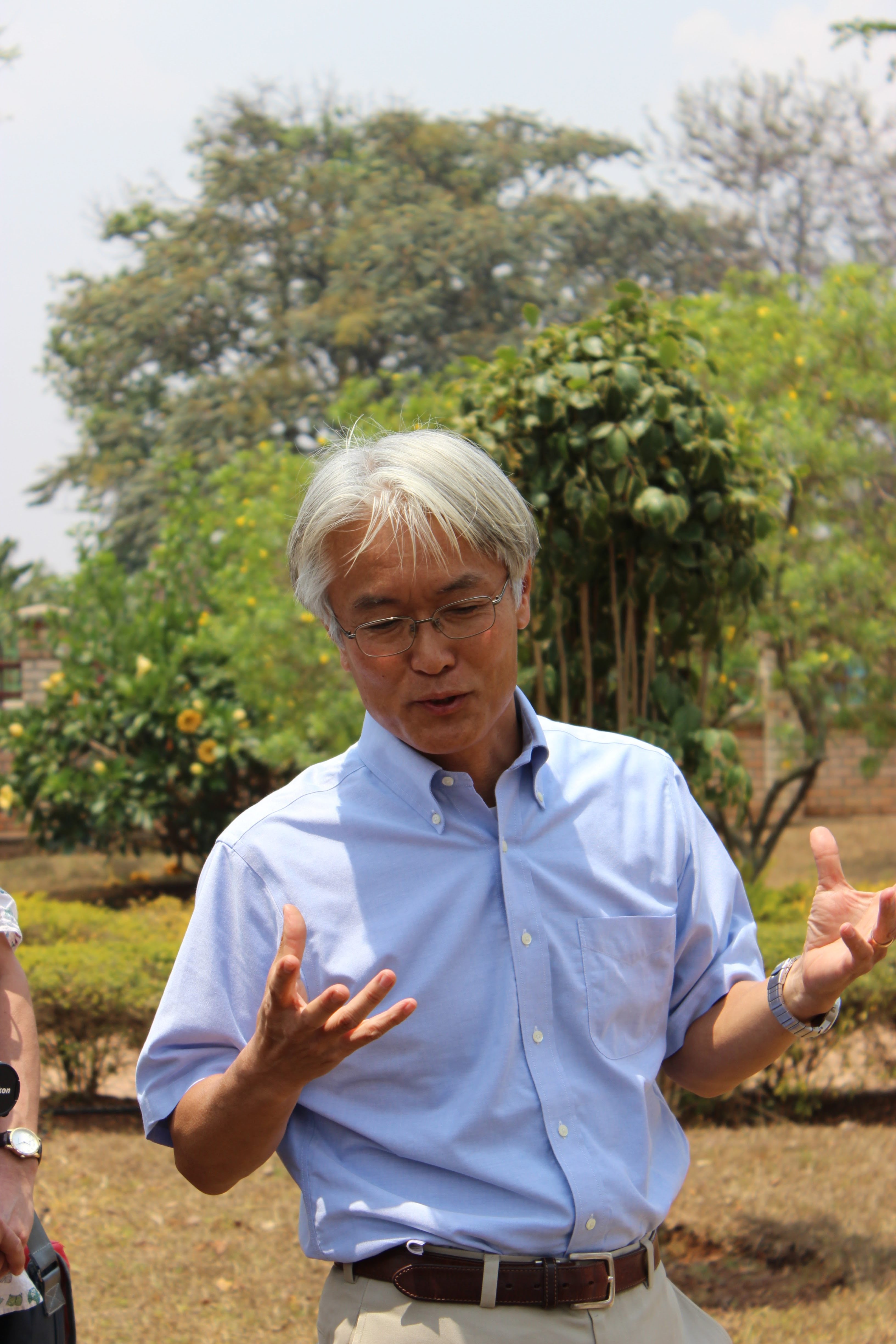
佐々木和之

佐々木 和之（ささき かずゆき、1965年 - ）は、日本バプテスト連盟国際ミッションボランティアとしてルワンダ共和国へ派遣される。ルワンダ共和国の平和と和解に尽力。日本バプテスト連盟洋光台キリスト教会会員。

## 概要
1965年横浜市生まれ。鹿児島大学農学部卒業。コーネル大学国際農業・農村開発修士課程修了。
1988年国際飢餓対策機構からエチオピアに派遣され、約8年間農村自立支援活動に従事。
エチオピア在住の2000年にルワンダを訪問し、紛争の深い傷跡に衝撃を受ける。

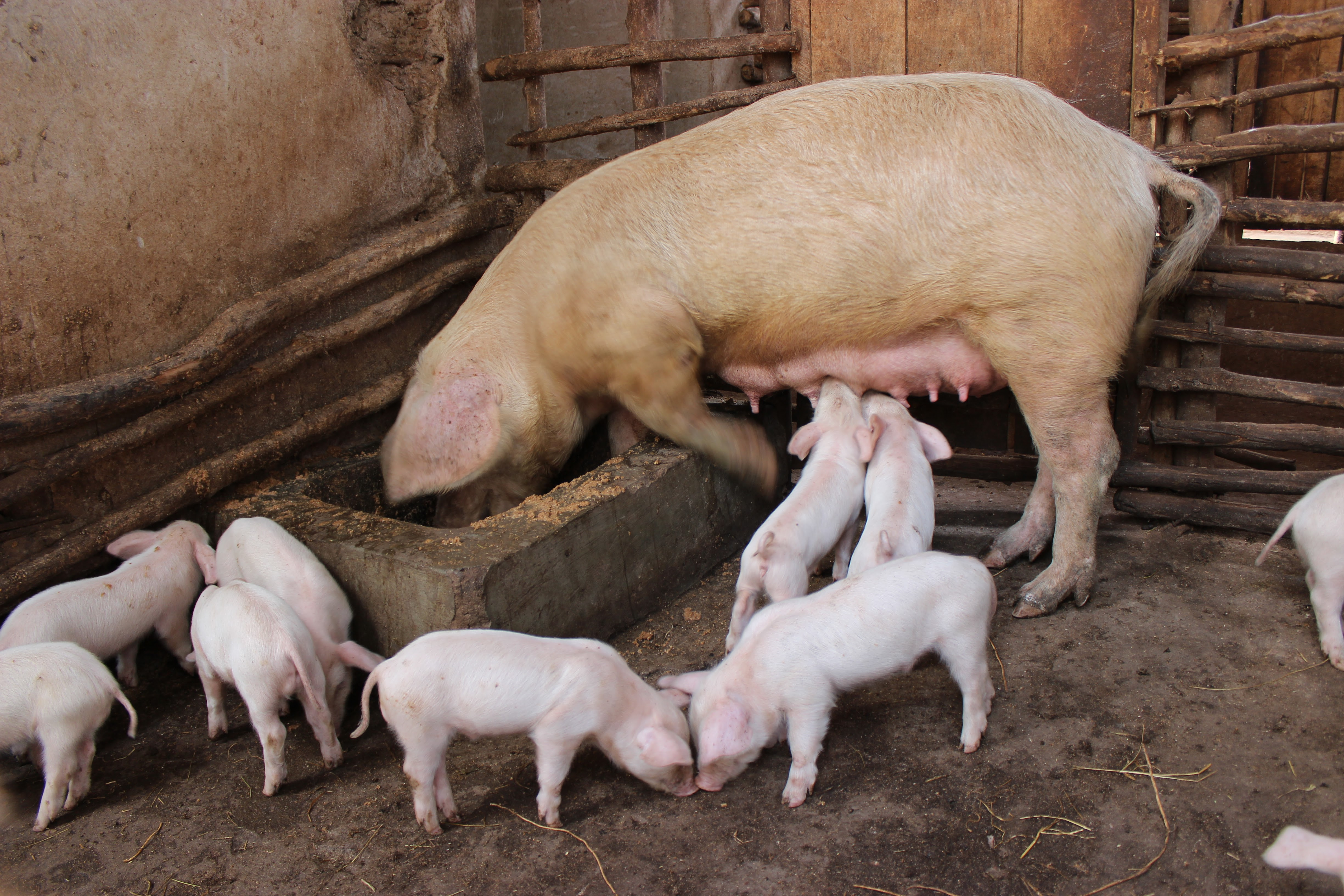
養豚プロジェクトの様子

同年10月からブラッドフォード大学平和学部博士課程に在籍し、ルワンダの紛争問題と平和構築について研究。
ブラッドフォード大学平和学博士課程修了（Ph.D.)

現地の和解集会での様子

2005年10月から、日本バプテスト連盟国際ミッションボランティアとして派遣され、現地NGOリーチ(Reconciliation Evangelism Christian Healing)と協力し、大虐殺後の「癒しと和解」プロジェクトを展開。
2011年1月からは、プロテスタント人文・社会科学(Protestant Institute of Arts and Social Sciences/略称ピアス)の教員として、ルワンダ初の平和学科を設立し活動。

### ルワンダ赴任までの道のり
2000年 5月 ルワンダを初めて訪ね、大虐殺が残した傷跡の深さに衝撃を受ける。
2000年10月 英国ブラッドフォード大学平和学博士課程に入学。「ルワンダ大虐殺後の正義と和解」をテーマに研究を開始。
2001年～2003年　現地調査でルワンダを度々訪問。現地平和構築NGO関係者と親交を深める。
2004年 1月 平和と和解の働きを進めるために、家族でルワンダに渡ることを決意。
2004年11月 「佐々木さんを支援する会」発足。
2005年 4月 日本バプテスト連盟国際ミッションボランティアに就任。
2005年5～6月 支援アピールのため日本各地訪問。

### 現地活動 第１期
2005年 9月 リーチのメンバーとして活動を開始。リーチの中長期計画づくりに参画。
2005年12月 家族がルワンダに到着。
2006年 3月 就労ビザを取得。リーチの新規プロジェクトの立ち上げ準備に着手。
2006年11月 リーチ創始者カリサ牧師を伴い一時帰国。首都圏、広島、福岡等で活動報告。
2007年 5月 東部県キレへ郡にて「償いのプロジェクト」第１期（虐殺罪の受刑者による被害者のための家造り）がスタート。
2008年 1月 「償いのプロジェクト」が政府の政策変更により一時中断に追い込まれる。
2008年7月 「プロジェクト」が再開。
2008年8月 NHK取材班による「プロジェクト」のドキュメンタリー制作が始まる。

### ＜現地活動 第２期＞
2008年 11月 NHKドキュメンタリー「償いと赦しの家造り」放映。
2009年 7月 「償いのプロジェクト」第１期―受刑者による「償いの家造り」が終了。延べ200名の受刑者が参加し25軒が完成。
2009年9月 「償いのプロジェクト」第2期―刑期を終えた虐殺加害者15名がボランティアで取り組む「償いの家造り」がスタート。第1回ルワンダ・ミッション・スタディーツアーに14名が参加。
2009年11月 リーチの活動が『ルワンダ・ワンダフル』（伊東乾著、解放出版社）で紹介される。
2010年 4月 駐日ルワンダ大使館主催ジェノサイド16周年記念会が「支援する会」事務局のある洋光台キリスト教会で開催。
2010年12月 元受刑者による「償いの家づくり」が拡がりを見せ、3つの集落で住居建設が始まる。参加者数計55名。
2011年 1月 プロテスタント連合大学であるピアスに平和学教員として迎えられ、ルワンダ初の平和・紛争研究学科立ち上げに着手。
2011年3月 家を建ててもらった被害者が、加害者と共に他の被害者のための家づくりに参加するようになる。
2011年8月 加害者と被害者が共に参加する協働プロジェクトの立ち上げについて検討を始める。

### ＜現地活動 第３期＞
2011年 11月 「償いのプロジェクト」の立ち上げに向けて、東部県ブゲセラ郡で虐殺生存被害者を対象にした「癒しにセミナー」と虐殺加害者を対象とした「修復的正義セミナー」を開始。
2011年12月 第2回ルワンダ・ミッション・スタディーツアーに12名が参加。
2012年 7月 「償いのプロジェク」がブゲセラ郡ンハラマ地区でスタート。刑期を終えた虐殺加害者34名が被害者のための家造りに着手。
2012年12月 キレヘ郡での「償いのプロジェクト」第2期が終了。3年間に及ぶ元受刑者の自主的な取り組みにより、虐殺生存被害者の家族のために計19軒が完成。
2013年 2月 第1回「ルワンダ和解の現場訪問ツアー」（「支援する会」主催）に10名が参加。キレヘ郡の2つの村で被害者と加害者が共に働く協働養豚プロジェクトがスタート！計64名が参加。
2013年3月 ピアス「平和構築と開発」学士課程に初の日本人留学生が入学。
2013年5月 ピアス「平和構築と開発」学士課程がルワンダ政府に認可される。ピアスで第１回アフリカ大湖地域平和ネットワーク会議開催。平和学コースを実施するウガンダ、コンゴ民東部、ブルンジの大学との協力が始まる。
2013年7月 キレへ郡協働養豚プロジェクトの豚舎2棟が完成。
2013年10月 キレヘ郡協働養豚プロジェクトで豚の飼育が始まる。
ピアス「平和構築と開発」学士課程にコンゴ民とブルンジから4名の留学生が加わる。現在、平和構築専攻の学生数は計68名。